# Romain Bachelet
Pour les articles homonymes, voir Bachelet.
Romain Bachelet (27 décembre 1983 à Gap dans les Hautes-Alpes) est un joueur français de hockey sur glace.
Il est le frère de Benoît et Simon qui jouent également aux hockey sur glace ainsi que Frédéric Bachelet qui est arbitre de hockey.

## Statistiques
| Saison    | Équipe                        | Ligue        |    | Saison régulière | Saison régulière | Saison régulière | Saison régulière | Saison régulière |   | Séries éliminatoires | Séries éliminatoires | Séries éliminatoires | Séries éliminatoires | Séries éliminatoires |
| Saison    | Équipe                        | Ligue        | PJ | B                | A                | Pts              | Pun              | PJ               | B | A                    | Pts                  | Pun                  |                      |                      |
| 2002-2003 | Brûleurs de loups de Grenoble | Super 16     | 26 | 1                | 3                | 4                | 8                | -                | - | -                    | -                    | -                    |                      |                      |
| 2003-2004 | Brûleurs de loups de Grenoble | Super 16     | 7  | 0                | 1                | 1                | 2                | 8                | 0 | 0                    | 0                    | 0                    |                      |                      |
| 2004-2005 | Brûleurs de loups de Grenoble | Ligue Magnus | 26 | 5                | 3                | 8                | 6                | 11               | 0 | 2                    | 2                    | 4                    |                      |                      |
| 2005-2006 | Brûleurs de loups de Grenoble | Ligue Magnus | 25 | 0                | 3                | 3                | 24               | 7                | 0 | 0                    | 0                    | 0                    |                      |                      |
| 2006-2007 | Lions de Lyon                 | Division 2   | 25 | 0                | 3                | 3                | 24               | 7                | 0 | 0                    | 0                    | 0                    |                      |                      |